# Ісраель Ґабай
Ісраель Меїр Ґабай (івр. ישראל מאיר גבאי) — брацлавський хасид, який вивчає, відновлює та підтримує єврейські кладовища, могили та склепи видатних рабинів та цадиків у різних країнах світу, зокрема й в Україні. Засновник організацій «Agudas Ohalei Tzadikim» та «Оалейцадика-Гедер Авот» (Шатри праведників).

## Життєпис
Батько Габая був уродженцем Марокко, а мати — нащадком німецьких євреїв. Вони одружилися у Франції, де й народився 11 грудня 1959 року Ісраель.
Згодом разом з родиною переїхав до Ізраїлю. У молодості Габай відвідував єшиву Люцерна під керівництвом рава Іцхока Дова Коппельмана і продовжив навчання в єшиві Поневеж у Бней-Браку та єшиві Бреслов в Єрусалимі.

## Відновлення кладовищ
У 1980 році Габай вперше приїхав до України, щоб відвідати могилу Ребе Нахмана з Брацлава в Умані. Під час поїздок іншими містами, він був глибоко вражений та шокований рівнем деградації та розорення єврейських святих місць у Радянському Союзі. За радянських часів єврейські надгробки часто викорчовували за наказом місцевої влади або самими жителями, які використовували каміння для будівництва. У великих містах радянська влада знищувала і замощувала цілі цвинтарі для будівництва спортивних комплексів та інших будівель. У 1989 році, після падіння комунізму, Габай розпочав свою діяльність з виявлення та відновлення єврейських кладовищ у країнах колишнього Радянському Союзі та, перш за все, в Україні.
У Меджибіжі Хмельницької області на місці поховання Баал Шем Това, Габай допоміг з відновлення могили та охеля Баал Шем Това, який також включає могили Дегель Махане Єфрема, Аптера Рава та рабина Боруха з Меджибіжа. Габай також побудував велику синагогу поблизу місця поховання Баал Шем Това, будинок для гостей під назвою Святість і мікву. У 2010 році завершив реконструкцію знищеної пожежею синагоги Апостола Рава в Меджибіжі.
Згідно з його веб-сайтом, Габай активно працює майже на кожному єврейському кладовищі в Україні, відновлюючи, огороджуючи кладовища та розшифровуючи написи на надрогбках, які були повалені, зруйновані чи навіть заасфальтовані або використані для будііництва. Він також встановив постійний нер-тамід на могилах Баал Шем Това та Ребе Нахмана з Брацлава.
В останні роки Габай розширив свою діяльність, включивши в неї ряд робіт з відновлення могил у Сирії, Ємені, Туреччині та Ізраїлі.
У своїй діяльності Габай використовує багато ресурсів. Так, під час реставрацій у Меджибіжі він консультувався з літнім євреєм, який проживав в Ашдоді в Ізраїлі, і переховувався в Меджибіжі як 18-річний біженець під час Другої світової війни, а також з рабином, чий батько, колишній рав з міста, намалював детальну карту, на якій позначено важливі могили та єврейські пам'ятки. У своєму прагненні ідентифікувати безіменну могилу Раші він проконсультувався з французько-єврейським філософом, який зміг отримати доступ до академічних архівів, щоб знайти й дослідити стародавню карту.

## Досягнення
Серед його досягнень:
- Ідентифікація могили рабина Шалома Шабазі в Ємені.
- Ідентифікація могили рабина Рефаеля Каціна, головного рабина XIX століття Алеппо, Сирія.
- Відновлення могили рабина Нафталі Каца в Стамбулі.
- Придбання частини стародавнього цвинтаря в Шепетівці Хмельницької області ідентифікація та реставрація могили та огеля рабина Пінхаса з Корця, а також будівництво поруч гостьового будинку[9].
- Ідентифікація та реставрація могил авви Хілкійя та Ханан га-Нехби, обох онуків Хоні Ха-Магеля, на півночі Ізраїлю.
- Розміщення меморіальної дошки на місці поховання Раші та інших рішонімів, яка сповіщає відвідувачів про те, що непозначена площа у місті Труа у Франції, насправді є частиною стародавнього єврейського кладовища.

## Поїздки за кордон
Хоча Габай є резидентом Ізраїлю, він також має французький паспорт, який дозволяє йому в'їжджати до країн, ворожих Ізраїлю, таких як Сирія. Однак, коли він подорожує, він не приховує своєї місії та одягається в класичний хасидський одяг, включаючи капелюх з плоским верхом і широкими полями, в'язану вручну ярмулку, короткі штани та хасидський рекл (довге пальто), на додаток до свого звичного одягу, а також носить бороду та пейси.